# 飯田駅 (石川県)
飯田駅（いいだえき）は、かつて石川県珠洲市上戸町北方にあったのと鉄道能登線の駅。

## 概要
珠洲市中心部に最も近い鉄道駅で、かつての急行停車駅。2005年（平成17年）の能登線の廃止に伴い廃駅となった。

## 歴史

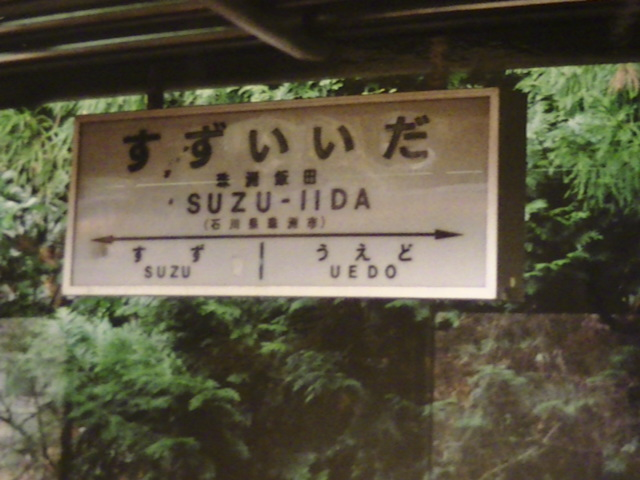
駅名標。改称後も「珠洲飯田」表記のものが使われていた（2005年3月）

当駅開業時点で長野県に飯田駅があり、本来旧国名を冠して能登飯田となるべきところであるが、国鉄バス能登飯田駅との区別をつける必要もあったため珠洲飯田駅とした。のと鉄道転換時に飯田駅と改称したが、ホームの駅名標は珠洲飯田表記のままのものが残っていた。

### 年表
- 1964年（昭和39年）9月21日：日本国有鉄道（国鉄）能登線の珠洲飯田駅（すずいいだえき）として開業[1][2]（業務委託駅）。
- 1985年（昭和60年）4月1日：無人駅化[3]（簡易委託駅化）。
- 1987年（昭和62年）4月1日：国鉄分割民営化により西日本旅客鉄道の駅となる[1]。
- 1988年（昭和63年）3月25日：のと鉄道転換とともに飯田駅に改称[1]。同時に簡易委託による乗車券発売を中止。
- 2005年（平成17年）4月1日：能登線廃止に伴い廃駅。

## 駅構造
単式ホーム1面1線を持つ地上駅。駅舎はあるが無人駅である。なお、ホームは駅舎より高い位置にあるため、階段で連絡している。

## 廃止後

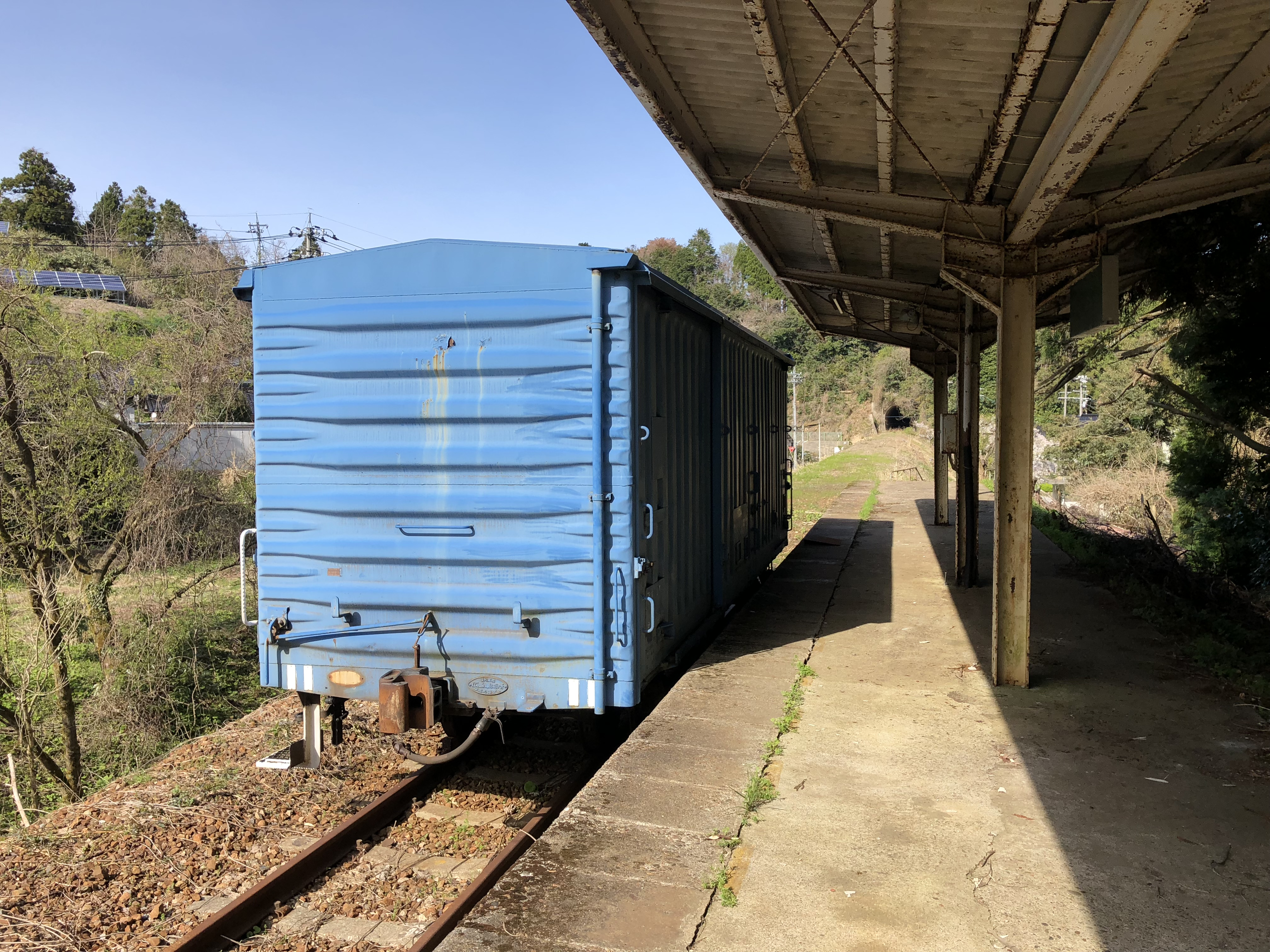
奥能登国際芸術祭の開催後。ホームには貨車（ワム80000形）が残る（2018年4月）

- 2017年（平成29年）9月から10月にかけて開催された「奥能登国際芸術祭2017」で、アート作品の展示に使われた[4]。飯田駅では河口龍夫が作品を手掛け「小さい忘れもの美術館」を出展した[4][5][6]。

## 駅周辺
珠洲市中心部に近い場所にあったが、駅自体は小高い丘にあり、駅前にはあまり建物がなかった。
- 珠洲市役所
- 石川県珠洲庁舎
- 珠洲郵便局
- 国道249号
- 春日神社
- 珠洲市立飯田小学校

## 隣の駅
のと鉄道
能登線
上戸駅 - 飯田駅 - 珠洲駅